# Сосмак (Кировская область)
Сосмак — деревня в Вятскополянском районе Кировской области, входит в Среднешунское сельское поселение . Находится в 11 км к юго-востоку от Вятских Полян и в 135 км к востоку от центра Казани.
Со времени возникновения (середина XVII века) известна также под названием Киняус (Канауш, Сасмак тож).

## Название
Название деревни Сосмак происходит из сочетаний слов "сос"(шош) - ручей - и окончания "-мак" (географический топоформант).
Название Киняус происходит из сочетаний слов "кине" ("кня" - по-марийски, "кенә" по-татарски: что переводится как "алый цвет") и окончания "-ус". Согласно легенде кукморских марийцев "Когда пришли в этим места первые жители, то взору их предстал луг, весь покрытый алыми цветами, а среди этой красоты текла речка, впоследствии названная Кына вуд (алая вода)."
Алый цвет лугов марийцы объясняли обилием цветов "комбо вуй" (купавы). Однако купавы не алого,а жёлтого цвета. Есть другое объяснение: алый цвет от "тегыт шудо" (дегтярник). Цветы дегтярника на влажных местах бывают малинового цвета, а на более сухих пригорках алового, светло-розового цвета. Может быть симбиоз дегтярника и купавы придавал этим лугам алый цвет (кына тус), а речка отражала этой алый цвет.

## География
Основная река — приток Вятки речка Аллаук (Шунка).

## Предания о возникновении деревни
В 16 веке Иван Грозный взял столицу Казанского ханства г. Казань. Для закрепления своей власти в ханстве он начал проводить насильственное крещение татар. Многие близлежащие деревни первыми попали под крещение, но были и такие деревни, которые от насильственного крещения скрывались в лесах.
На месте современной деревни Сосмак раньше жили марийцы. Татары сначала пробовали поселиться в месте, где находится мост между Чекашево и современным Сосмаком. Там была болотистая местность, неудобная для жизни. Люди решили поселиться ближе к марийцам. В первое время татары и марийцы жили в одном поселении. Потом часть марийцев ушла вверх, в сторону Малмыж, часть смешалась с татарами, переняла их язык, обычаи, религию. О существовании марийского поселения говорят остатки марийского кладбища

## Исторические источники
- В Российском Государственном Архиве Древних Актов (РГАДА) в Писцовой книге 1678 года пригородов Арска, Малмыжа, сёл и деревень по Арской и Галицкой дорогам Казанского уезда, переписи стольника М.С. Супонева, упоминается "деревня что была пустошь Канауш"[1]
- В РГАДА в Переписной книге 1716-1717 годов Казанского уезда Арской дороги упоминается деревня Сосмак: "В деревне Канаушь [Киняусь] Сасмакъ тож по переписным книгам 7117 годов написано двадцать три двора ясашного тягла..." [2]
- Деревня Сосмак отображена на рукописной карте 1729 года Жозефа Николя Делиля
- В РГАДА, среди документов 1742 г., хранится «Экстракт в Правительствующий сенат ис Казанской губернии о татарских мечетях», где упоминается мечеть в Сосмаке: "375. В деревне Сасмасе [Сасмаке] мечеть не сломана при дватцети дворах. Рас[с]тоянием от Ебяушерской мечети в сороки верстах. Новокрещен во оной деревне не имеетца. Рус[с]кое село Калагина [Кулигина] в двенатцети верстах. А скаскою той деревни жители показали: мечеть их в котором де году построена — не упомнят." [3]

## История
Деревня Сосмак была образована в середине XVII века. В исторических источниках упоминается как «деревня, что была пустошь Канауш». Административно входила в состав сотни Рыски Ураева Арской дороги Казанского уезда. Сам сотник (Рыска Ураев) избрал своим местом жительства именно Сосмак.
Первое упоминание в летописях встречается в 1678 году.
В ревизии 1722 года про расположение деревни Сосмак сказано:
Да на острову, которой против Буян горы, сена ж кошеного ставитца промеж кустов и лесов по двести копен,
да лесу черного и ельнику по правой стороне от речки Канауш длиннику от вершины Киняуски речки
вниз до Шунки речки ж две версты, а поперешнику на версту, а по левую сторону гора.
До 1797 года деревня Сосмак упоминается в письменных источниках как Киняусь (Княус, Киняус, Киняусь, Кыняус, Канауш, Кинеус, Киняуз).
Жители деревни относились к категории государственных ясачных крестьян — занималось земледелием, разведением скота.
Во второй половине 18 крестьяне, проживающие в деревне Сосмак, были приписаны к адмиралтейству и занимались заготовкой корабельного леса.
В «Списке населенных мест по сведениям 1859—1873 годов», изданном в 1876 году, населённый пункт упомянут как казённая деревня Сасмак 2-го стана Малмыжского уезда Вятской губернии. Располагалась при речке Шунке, на Елабужском почтовом тракте, в 65 верстах от уездного города Малмыжа и в 15 верстах от становой квартиры в казённом селе Поляны (Вятские Поляны). В деревне, в 123 дворах жили 931 человек (464 мужчины и 467 женщин), была мечеть.
| Год  | Количество жителей             |
| ---- | ------------------------------ |
| 1678 | 32 жителя (15 дворов)          |
| 1716 | 50 жителей (16 дворов)         |
| 1748 | 60 душ мужского пола           |
| 1762 | 204 жителя (102 муж, 102 жен)  |
| 1785 | 161 душ мужского пола          |
| 1795 | 287 жителей (191 муж, 196 жен) |
| 1811 | 212 душ мужского пола          |
| 1834 | 491 жителей (226 муж, 265 жен) |
| 1850 | 781 жителей (382 муж, 399 жен) |
| 1858 | 938 жителей (469 муж, 469 жен) |

Количество жителей быстро росло, выходцы из неё основали деревни Чемочар (в 1810 году), Красные Панки (1926—1934). В 1881 году крестьяне из деревни Сосмак основали Новый Сосмак (совр. Сосмак Можгинского района Удмуртии).
В 1936 г. 32 семьи переселились в Комсомольск-на-Амуре. В 1905 году была построена новая мечеть. Начальная школа открылась после 1917 года. В 1931 году основан колхоз «Кызыл Батыр». Из 207 человек, сражавшихся на фронтах Великой Отечественной войны, в село не вернулось 119., есть семьи, которые потеряли отцов и сыновей.
В 1956 году три колхоза на территории сельсовета объединились в одно хозяйство (председатель Т. А. Галиахметов, с 1988 — Ф. Г. Гарафиев). За д. Сосмак на склонах возвышенности жители высадили сосны (площадь посадок 70 га).

## Административное подчинение
| Год                 | Административная единица                                                                             |
| ------------------- | --- |
| 1678                | Казанское царство, Казанский уезд, Арская дорога, Рыскова сотня Ураева                               |
| 1716                | Казанская губерния, Арская дорога, сотня татарина Аметки Битянова                                    |
| 1722                | Казанская губерния, Арская дорога, Аметкова сотня Битянеева                                          |
| 1725                | Казанская губерния, Арская дорога, сотня Ахметки Битянова                                            |
| 1748                | Казанская губерния, Казанская провинция, Казанский уезд, Арская дорога, Надырова сотня Тогонашева    |
| 1762                | Казанская губерния, Казанская провинция, Казанский уезд, Арская дорога, Надырова сотня Тогонашева    |
| с 1780              | Вятское наместничество                                                                               |
| 1795                | Вятского наместничества, Малмыжской округи, Балтаевой сотни Бектемирова что ныне правит Вагап Ибраев |
| 1802                | Вятская губерния, Елабужский уезд, Шунская волость                                                   |
| 1811                | Вятская губерния, Елабужский уезд, Юрашевская волость                                                |
| 1816                | Вятская губерния, Елабужский уезд, Сосновская волость                                                |
| 1834                | Вятская губерния, Малмыжский уезд, Сосновская волость                                                |
| 1850                | Вятская губерния, Малмыжский уезд, Усадская волость                                                  |
| 1858                | Вятская губерния, Малмыжский уезд, Усадская волость                                                  |
| 1891                | Вятская губерния, Малмыжский уезд, Усадская волость                                                  |
| 1896                | Вятская губерния, Малмыжский уезд, Вятско-полянская волость                                          |
| 1926                | Вятская губерния, Малмыжский уезд, Вятско-полянская волость                                          |
| 1929 (с 15.07.1929) | Нижегородский край, Нолинский округ                                                                  |
| 1929 (с 29.07.1929) | Нижегородский край, Нолинский округ, Вятско-Полянский район                                          |
| 1930 (с 23.07.1930) | Нижегородский край, Вятско-Полянский район                                                           |
| 1932 (с 07.10.1932) | Горьковский край                                                                                     |
| 1934 (с 07.12.1934) | Кировский край                                                                                       |
| 1936 (с 05.12.1936) | Кировская область, Вятско-Полянский район                                                            |